# 밀레니엄 제1부: 여자를 증오한 남자들
《밀레니엄 제1부: 여자를 증오한 남자들》(스웨덴어: Män som hatar kvinnor)은 2009년 공개된 스웨덴의 스릴러 영화이다. 스티그 라르손의 소설 《여자를 증오한 남자들》을 원작으로 한다.

## 출연

### 주연
- 누미 라파스
- 미카엘 니크비스트

### 조연
- 스벤베르틸 타우베
- 페테르 안데르손
- 피터 하베르
- 마리카 라게르크란츠
- 레나 엔드리
- 잉그바 히르드월
- 고스타 브레데펠트
- 비욘 그라나스
- 에바 프롤링
- 건넬 린드브롬
- 윌리 앤드레슨
- 토마스 콜러
- 미칼리스 코초기안나키스
- 아니카 할린
- 소피아 레다프
- 게오르기 스타이코프
- 다비드 덴칙
- 야콥 에릭손
- 크리스티안 피에들러

## 기타
- 원작자: 스티그 라르손
- 프로듀서: 존 만켈
- 라인프로듀서: 수잔 빌버그-리드홈
- 미술: 니엘스 세제르
- 의상: 실라 로비
- 배역: 터스 란데